# Chapelle des Minières de Beaubray
La chapelle des Minières est un édifice du XVIe siècle situé à Beaubray, dans le département de l'Eure en Normandie. Elle fait l'objet d'une inscription  au titre des Monuments historiques depuis le 8 janvier 1998.

## Localisation
La chapelle des Minières se situe sur le territoire de la commune de Beaubray dans le Sud du département de l'Eure, sur la bordure Est de la région naturelle du pays d'Ouche. Elle s'élève au lieu-dit Les Minières, à quelques centaines de mètres au nord de l'église Notre-Dame et à quelques centaines de mètres à l'est de la forêt de Breteuil.

## Historique
Au XIIIe siècle, la famille de Postel est titulaire du fief des Minières situé à Beaubray. 
En 1526 ou 1527,Thomas Postel, sire des Minières, fait ériger, dans l'enceinte de son manoir, une chapelle familiale. Celle-ci sert de lieu d'inhumation aux seigneurs des Minières jusqu'au XVIIe siècle,,. 
Désormais désaffectée, la chapelle, toujours propriété de la famille Postel des Minières, a fait l'objet d'une restauration : reprise des maçonneries et des couvertures ainsi que réfection de la porte d’entrée.

## Architecture
L’édifice, de plan rectangulaire, a été construit en briques et en pierres calcaires avec une charpente à chevrons. Il est surmonté d’une toiture en tuile à deux pans et ne comporte pas de clocher.
La nef présente, sur les façades nord et sud, une baie en arc brisé. Côté nord se trouve également la porte, en arc surbaissé, aux moulures en fort relief.
Le chevet plat est percé d’une large baie ogivale à trois lancettes dont le vitrail du début du XVIe siècle représente La Crucifixion.
Le pignon occidental a été remonté en briques industrielles avec  réemploi des pierres de taille et grès de l’ancien solin. Ce remontage démontre que la construction était, à l’origine, plus longue.
À l'intérieur, les murs de la chapelle sont enduits de plâtre et le sol est en terre cuite et terre battue. Côté nord, un enfeu entouré d'un encadrement de bois est creusé dans le mur. Il contient une remarquable Mise au tombeau en pierre polychrome des années 1530. Quatre statues, taillées dans la même pierre calcaire, sont placées sur les murs latéraux : au nord, se trouvent saint Léonard et saint Fiacre, et au sud, saint Antoine 
et peut-être saint Benoît.

## Protection
La chapelle des Minières fait l'objet d'une inscription au titre des monuments historiques par arrêté du 8 janvier 1998. Cette protection couvre l'édifice dans son intégralité, c'est-à-dire l'extérieur comme l'intérieur.